# コアオハナムグリ
コアオハナムグリ Oxycetonia jucunda Faldermann はコガネムシ科の昆虫の1つ。いわゆるハナムグリの仲間では日本本土でもっとも普通な種である。

## 特徴
やや扁平な身体の緑色の甲虫。体長は10～15mm、幅5.5～9mm。背面は緑色で少数の白い斑紋が散らばり、また褐色の毛がまばらに生えているが、脱落することも多い。ただし体色には変異が多い。背面の色は緑以外に赤銅色や黒の場合もあり、日本ではこの2つが主として北日本で見られるが、中国など大陸域では前翅に赤い斑紋を示すなどそれ以外の変異も多い。
頭部は長方形で黒く、点刻の列が密にある。頭楯の前の端は深く凹んでおり、2片に分かれたようになっている。前頭部の中央には縦向きの隆起線が明らかになっている。触角は黒色で短くて大きく、一方に片状の突出部を持つ節は3節で、この部分は柄の部分より短い。前胸背は台形で後端が幅広く、側面は湾曲が強く、後端の縁はほぼ直線状だが中央の矢筈型の部分ははっきりしている。その背面は中央が盛り上がり、はっきりした点刻の列が不規則にあり、また褐色の毛がまばらにある。点刻は中央の正中線付近に少し、そして両端の縁沿いに多数が連なって生じる。また1対の白い小班があるが、消えているものも多い。小楯板は長い三角形で先端はやや尖っており、表面は滑らか。前翅は肩の部分が幅広くなっており、背面に閉じた状態で長さが幅よりやや大きい。肩の部分より後方の側面が深く抉られており、後基節が見えている。背面には点刻の列が数列あり、短い褐色の毛が多く、数対の白い斑紋がある。臀板は三角形で角が丸く、丸く盛り上がり、横皺が密にあり、小さな白斑が4個横に並んでいる。腹面には短い褐色の毛が多い。歩脚は太くて短く、前脚の勁節には外向けに3本の歯状突起がある。
幼虫は頭部以外は白く、円筒形だが後方に向かってはっきりと太くなっている。触角は第1節が最も長い。胸脚は先端の爪が丸くなっている。腹部の第10節腹面に1対の短い刺毛の列があり、それぞれ14本内外が並んでいる。終齢幼虫は体長約25mm、蛹は15mm程度。

## 分布
日本では北海道、本州、四国、九州、佐渡、伊豆諸島、壱岐、対馬、屋久島に、国外では済州島、朝鮮半島、シベリアの東部、モンゴル、中国に分布する。ごく普通種であり、日本ではハナムグリ類の中でもっとも普通に見られるものである。

## 生態など
成虫は春から秋まで見られるが夏には少なくなる。各種の花に集まり、花粉や花蜜を食べる。集まる花の種類は広範囲にわたり(飯嶋.田村 2001)での調査では24目39科約114種が記録され、そのうち日本在来種は33科67種であった。その対象は木本から草本に跨がり、花の形では露出型の方が隠蔽型より好まれており、隠蔽型では花粉のみを餌としているのは、本種の口器が短くて露出型に適しているためと考えられる。また個体を採集してその体表に付いている花粉を調べたところほとんどの個体では1種のみの花粉が見られ、そうでない場合も体表の花粉のほとんどが1種の花のものであり、本種は個々の場合において単一種の花を集中して訪れる一貫訪花を行うことが示されている。また移動の際にはある程度の距離を一気に移動する傾向も見られる。このようなことから本種は花粉媒介に関しては同種の花粉を離れた花まで運ぶ性質があり、花粉媒介者として有効で、特に自家不和合性の強い植物にとっても有用なものと考えられる。
また後述のように花の種によっては花弁も食べる。
幼虫はもろくなった朽ち木や腐葉土に住んでこれを食べ、卵から成虫までには1年から2年を要す。終齢は3齢で、生息場所に蛹室を作り、その中で蛹化する。なお、成虫も一部が越冬するものと考えられ、地中に潜って冬を越すものが発見されている。

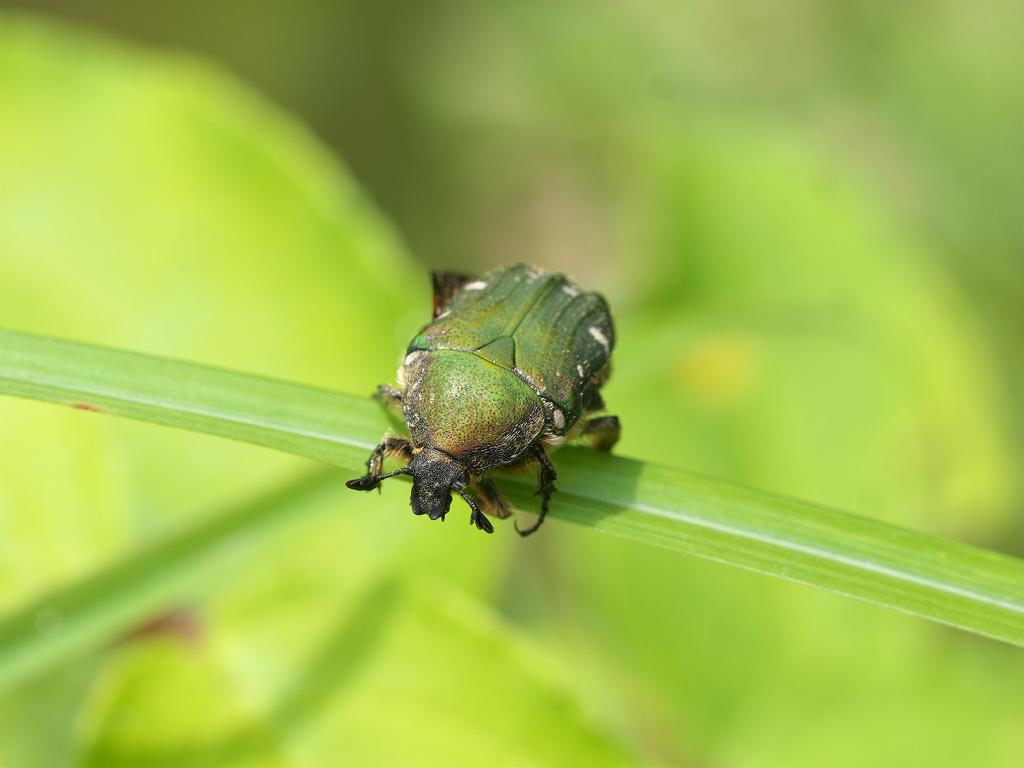
やや前から頭部を示す
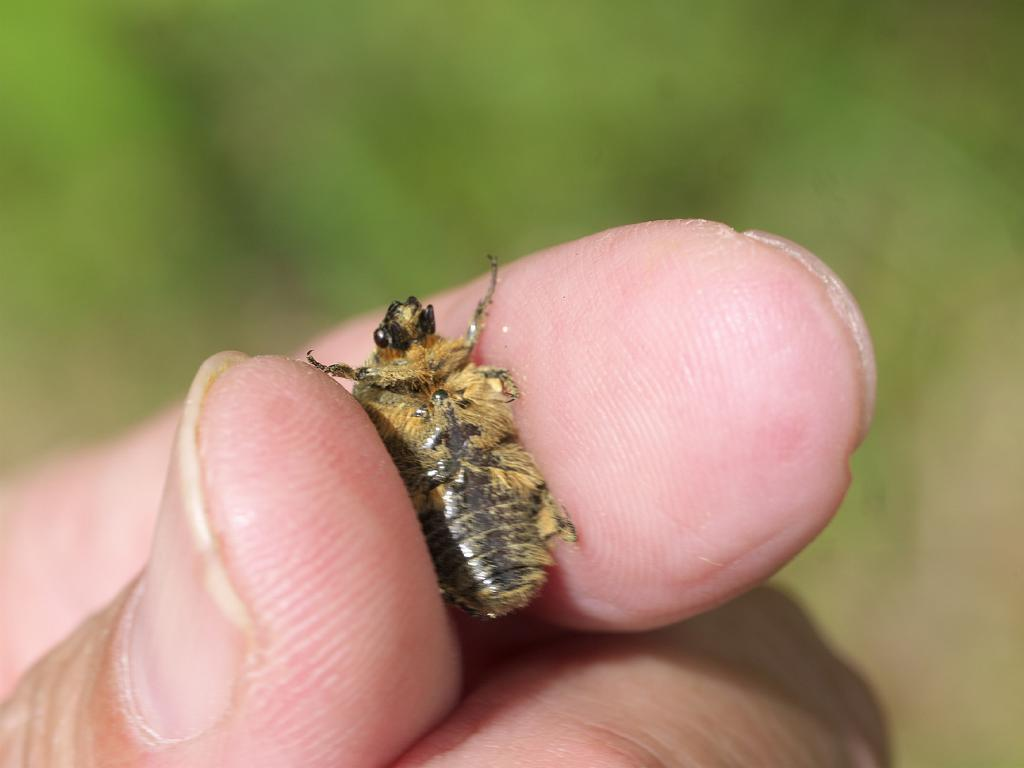
腹面は黒い
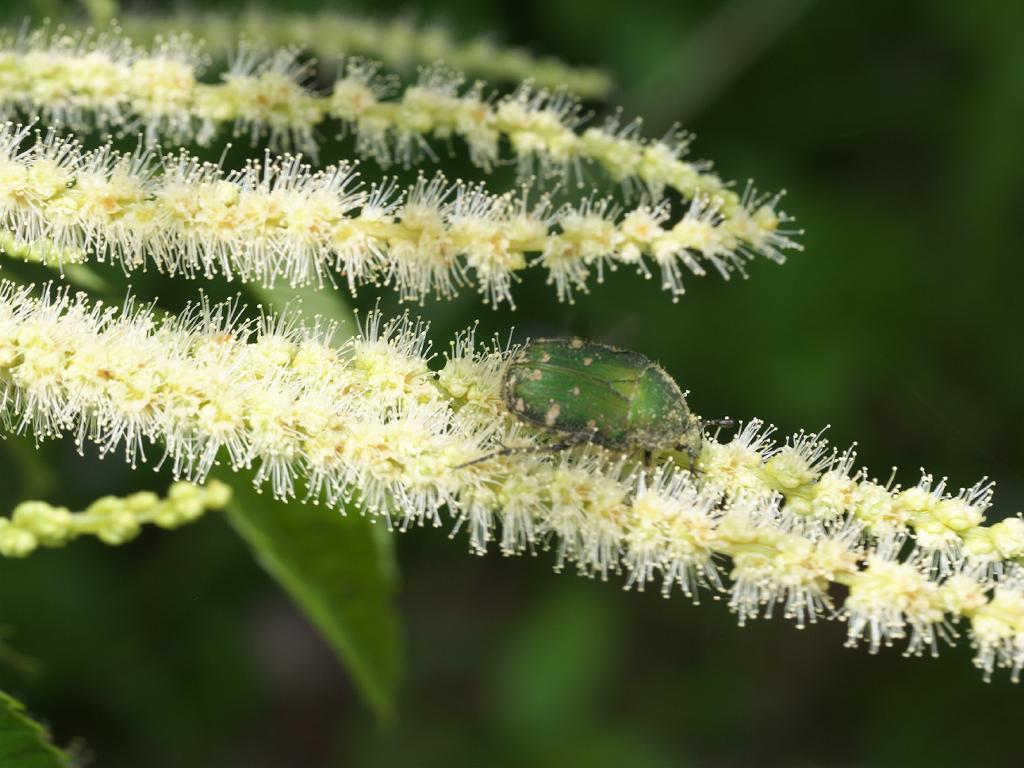
クリの雄花にやってきたところ 体に花粉が付いているのが見える

## 類似種など
本種のように背面が緑色で白い斑紋を持つものは複数の属に渡ってかなりの種がある。カナブンなどは背面が緑でも金属光沢があり、また毛が生えていないので簡単に区別出来るが、本種のように鈍い緑色で毛が多いものもハナムグリ Eucetonia pilifera など複数種がある。しかしもっともよく似ているのは同属のオキナワコアオハナムグリ O. forticula である。背面の姿はほとんど同じで、この種の方が多少大型（体長13-15mm）である。区別点としてはこの種は腹面の色がつやのある赤、あるいは緑色をしている点で、本種が黒色をしているのとはっきり区別出来る。

## 利害
本種の成虫は花蜜や花粉を食べるが、花に来た場合には雌しべの子房に傷をつける場合があり、特に柑橘類では生長した果実の表面に筋状の傷が入る傷害果となってしまうため、農業害虫として扱われている。ただし温州ミカンでは傷のある果実は落下するので被害が出ない。
またダリアなどにも飛来し、この場合は花弁を食害するので直接の被害がある。バラでも同様の被害がある。